# Вулф Лејк (Мичиген)
Вулф Лејк (енгл. Wolf Lake) насељено је место без административног статуса у америчкој савезној држави Мичиген.

## Демографија
По попису из 2010. године број становника је 4.104, што је 351 (-7,9%) становника мање него 2000. године.
| Група             | 2000.         | 2010.         |
| Белци             | 4.098 (92,0%) | 3.727 (90,8%) |
| Афроамериканци    | 46 (1,0%)     | 36 (0,9%)     |
| Азијати           | 4 (0,1%)      | 6 (0,1%)      |
| Хиспаноамериканци | 188 (4,2%)    | 220 (5,4%)    |
| Укупно            | 4.455         | 4.104         |